# General der ABC-Abwehrtruppe
Der General der ABC-Abwehrtruppe war in der Bundeswehr die Dienststellung des für bestimmte Fragen der Truppenausbildung und -ausrüstung sowie Weiterentwicklung der ABC-Abwehrtruppe verantwortlichen Offiziers im Dienstgrad Oberst.
Bis zum Wechsel der ABC-Abwehrtruppe am 1. April 2013 in die Streitkräftebasis hatte der Kommandeur der ABC- und Selbstschutzschule das Amt des Generals der ABC-Abwehrtruppe inne. Entsprechende Dienststellungen existieren heute noch für Truppengattungen im Heer. Seit die ABC-Abwehr in der Streitkräftebasis verortet ist (zukünftig im Unterstützungskommando der Bundeswehr), wird fortan von ABC-Abwehrkräften der Bundeswehr gesprochen. Gemäß der Ziel- und Leistungsvereinbarung der Organisationsbereiche für die ABC-Abwehr der Bundeswehr von 2013 wurde das Amt des Generals der ABC-Abwehrtruppe mit Aufstellung der Schule ABC-Abwehr und Gesetzliche Schutzaufgaben nicht mehr berücksichtigt.
Bei den Generalen der Truppengattungen handelt es sich immer um eine Dienststellung, die in der Regel vom Kommandeur der Ausbildungseinrichtung der jeweiligen Truppengattung wahrgenommen wird (Eine Ausnahme stellt der General der Fernmeldetruppe dar). Mit dieser Dienststellung ist nicht zwangsläufig der Dienstgrad eines Generals verbunden, bei allen kleineren Truppengattungen haben die jeweiligen Generale der Truppengattungen den Dienstgrad Oberst, bei den größeren Truppengattungen den Dienstgrad Brigadegeneral. Entsprechend dem tatsächlichen Dienstgrad erfolgt die Ansprache mit Herr Oberst oder mit Herr General. Alle Generale einer Truppengattung zeichnen für die Weiterentwicklung ihrer Truppengattung verantwortlich.

## Generale der ABC-Abwehrtruppe
| Dienstgrad | Name                       | Beginn            | Ende           |
| ---------- | -------------------------- | ----------------- | -------------- |
|            |                            |                   |                |
| Oberst     | Hans-Christian Hettfleisch | 2. Juni 2012      | 23. April 2013 |
| Oberst     | Wolfgang Klos              | 1. März 2008      | 28. Juni 2012  |
| Oberst     | Hans-Hinrich Kühl          | 15. April 2005    | 14. März 2008  |
| Oberst     | Hans Jürgen Kalder         | 29. November 1994 | 15. April 2005 |